# Albert Hammond, Jr.
Albert Hammond Jr. (Los Ángeles, California, 9 de abril de 1980) es un cantante, compositor y músico estadounidense nacionalizado británico y gibraltareño, hijo del reconocido cantante y compositor británico Albert Hammond y de la argentina Claudia Fernández. Desde 1998 es miembro activo de la banda neoyorkina de rock independiente The Strokes como compositor, guitarrista rítmico y guitarrista principal.

## Carrera musical
Nació en Los Ángeles, California, hijo del músico británico Albert Hammond y de la exmodelo y ganadora de concursos de belleza argentina Claudia Fernández.
Vivió hasta 1993 en su ciudad natal, año en que fue enviado por su familia al prestigioso internado suizo Instituto Le Rosey, donde conoció a Julian Casablancas. En 1998 se encontró de nuevo con Casablancas en Nueva York, ciudad en la que ambos vivían. Decidieron formar The Strokes con otros antiguos compañeros de colegio de Casablancas, Nick Valensi, Nikolai Fraiture y Fabrizio Moretti.
Toca una guitarra que a veces intercambia con la guitarra de su compañero Nick Valensi, una Epiphone Riviera P-94. Se le suele asociar como el guitarrista rítmico de la banda en la mayoría de las canciones, mientras que la mayoría de los solos son tocados por Valensi. Hammond, por su parte, toca solos en «Last Nite», «Trying Your Luck», «Take It or Leave It», «Under Control», «The End Has No End», «Ize of the World» y «Vision of Division». Sus solos tienden a enfocar a lo emocional, tendiendo al blues, y la guitarra denota un sonido más limpio y suave en comparación con la guitarra de Valensi (con una notable excepción en «Vision of Division»). Su postura con la guitarra, suele ser mantenerla horizontal y alta (similar a la postura de Buddy Holly).
Es costumbre suya tocar vistiendo traje de tres piezas y ha sido una gran influencia en el estilo de la banda. [cita requerida]
Más allá de que Julian Casablancas es el principal contribuyente en cuanto se refiere a las letras de las canciones, Hammond también ha escrito un par de piezas propias. Colaboró con Julian «Automatic Stop», para el segundo álbum, Room On Fire. También se le atribuyen tres canciones mayormente instrumentales («Swiss Beats», «Holland», y «By The Way») para el video "In Transit», en el 2001. Estas canciones, fueron luego retocadas para ser publicadas en su propio álbum Yours to Keep (que, según ha afirmado, no va a afectar a su carrera con los Strokes y en el cual Casablancas participa tocando el bajo y realizando las voces de acompañamiento en la canción «Scared»), bajo diferentes títulos («Everyone Gets a Star», «Bright Young Thing» e «In Transit», respectivamente). También había escrito una canción llamada «Elephant Song».

## Vida personal
Hammond Jr. está casado con la restauradora polaca Justyna Hammond Jr. -apellido de soltera Sroka- desde el 23 de diciembre de 2013. En la década del 2000, Hammond Jr. sufrió una seria adicción a las drogas que involucraba cocaína, heroína y ketamina, entre otras. Entró en rehabilitación en 2009 y se mantiene sobrio desde entonces.

## Discografía

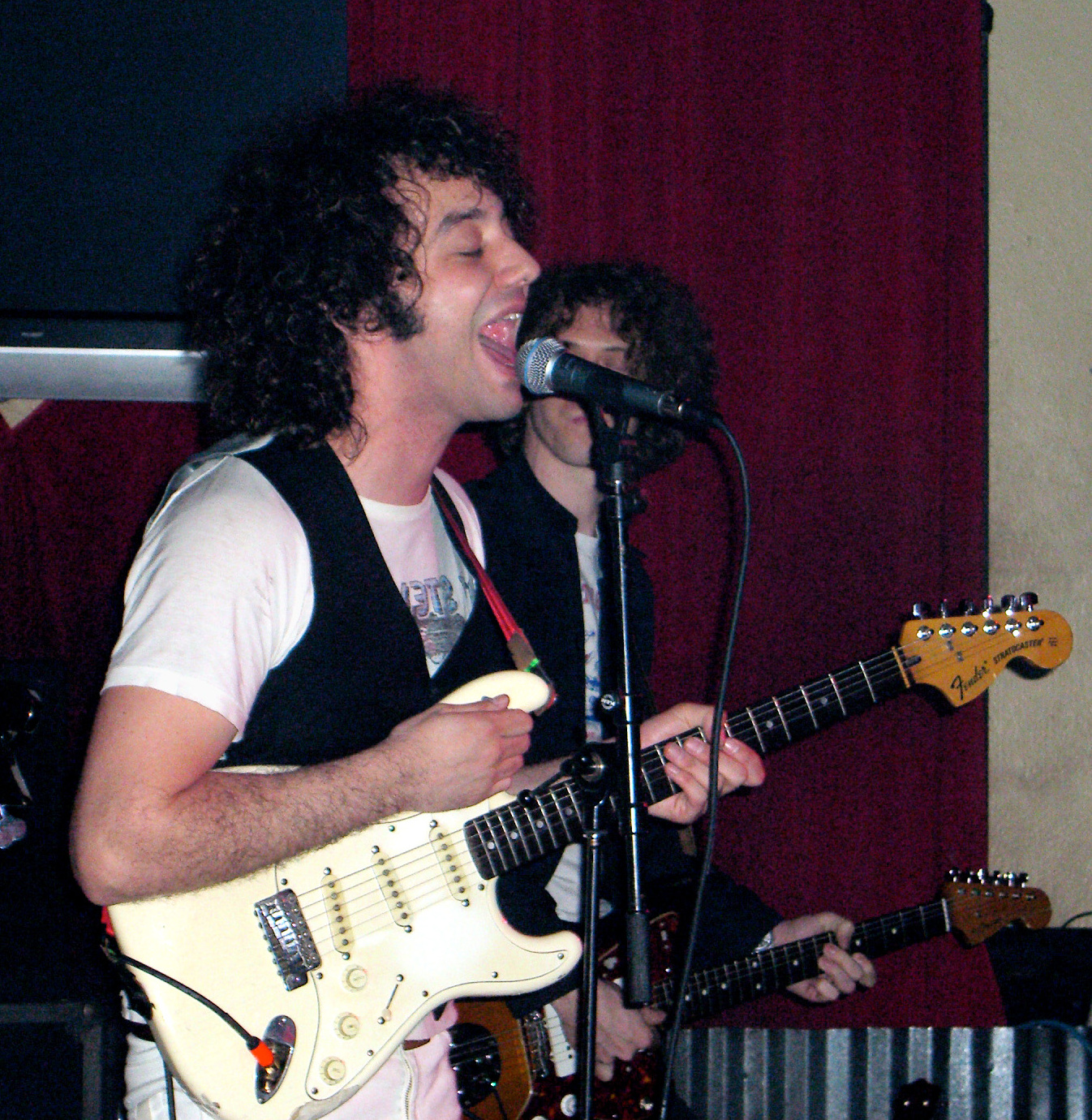
Albert Hammond en 2007.

### Como miembro de The Strokes
| 27 de agosto de 2001  | Is This It                 |
| 28 de octubre de 2003 | Room on Fire               |
| 3 de enero de 2006    | First Impressions of Earth |
| 22 de marzo de 2011   | Angles                     |
| 26 de marzo de 2013   | Comedown Machine           |
| 10 de abril de 2020   | The New Abnormal           |

### Como solista
| 9 de octubre de 2006 | Yours To Keep      |
| 7 de julio de 2008   | ¿Cómo te llama?    |
| 8 de octubre de 2013 | AHJ EP             |
| 3 de junio de 2015   | Momentary Masters  |
| 9 de marzo de 2018   | Francis Trouble    |
| 23 de junio de 2023  | Melodies on hiatus |